# Božo Dugeč
Božo Dugeč (umro 17. ožujka 1990.), hrvatski kulturni djelatnik i publicist. Djelovao u emigraciji u Njemačkoj.
Dana, 21. listopada 1957. oženio se s Malkicom Dugeč. Od 1962. do 1964. radio je sa suprugom Malkicom u osmogodišnjoj školi Gradac kraj Drniša. Prof. Božo Dugeč bio je stipendist općine Drniš. Od 1964. do 1972. godine zajedno sa suprugom Malkicom predavao je na Gimnaziji (poslije:Srednjoškolskom centru) u Donjem Miholjcu. Prvi predsjednik ogranka Matice hrvatske u Donjem Miholjcu. 
Sa suprugom je nazočio osnivanju niza ogranaka MH diljem Slavonije. 1970. i 1971. bio je dopisnik Večernjeg lista zajedno sa suprugom. 1971. godine nakon Titova obračuna s hrvatskim partijskim vodstvom u Karađorđevu, uslijedila su uhićenja hrvatskih intelektualaca i ostalih članova Matice hrvatske. Od prijatelja je supruga doznala da mu prijeti uhićenje, pa je on emigrirao 31. prosinca 1971. godine. Izvršili su im premetačinu stana 11. siječnja 1972. godine. Supruzi su oduzeli putovnicu, da bi ga vlasti navukli na povratak pa bi ga lako uhitili. 
Emigrirao je u Njemačku. Uskoro mu se pridružila i supruga. Oboje, premda intelektualci, radili su fizičke poslove. Božoj je radio u kalionici čelika, a supruga kao fizička radnica u trgovini tekstila. Listopada 1973. zaposlio se je u Osiguravajućem zavodu za novinstvo (Versorgungwerk der Presse), njemačkom poduzeću koje se bavilo životnim osiguranjima novinara, urednika i svih onih koji su radili u novinskim izdavačkim kućama. Radio je u tom poduzeću sve do smrti. Svake je godine, počevši od listopada 1978., u Frankfurtu na Međunarodnom sajmu knjiga na štandu CROATIA predstavljao, skupa sa suprugom, časopis “Republika Hrvatska” kao i sve izložene knjige pod imenom ”Hrvatska knjiga u slobodi”. 
Kasne jeseni iste 1978. SFRJ je od SR Njemačke zatražila nemoralnu trgovinu ljudima. Zatražila je razmjenu: za pripadnike skupine Baader-Meinhof, tražila je da im izruče 9 hrvatskih i albanskih (s Kosova) političkih emigranata, a među hrvatskima su htjeli i njena supruga Božu Dugeča. Njemačka nije pristala, no od tog trena živjeli su u strahu od mogućeg atentata. Strah nije bio neutemeljen. Osobito se pojačao kad je UDBA mučki ubila hrvatskog emigranta Brunu Bušića 16. listopada 1978. godine. Nastavili su kao da nije ništa i dalje su surađivali u hrvatskome emigrantskom tisku, sudjelovali su na protujugoslavenskim prosvjedima, držali govore i predavanja, širili protujugoslavenske letke i zvučne kazete. 1979. godine bio je član Hrvatskoga koordinacijskog odbora HNV-a (gosp. Petar Hinić, prof.Božo Dugeč i M.Dugeč) koji su inicirali i pomagali pri osnivanju hrvatskih dopunskih škola. 
Cijeli se život borio za Hrvatsku, čeznuo i patio zbog domovine. Nije imao sreću doživjeti rođenje slobodne države Hrvatske. Umro je 1989. godine.
Napisao je knjigu Nismo spremni robovati. Zajedno s prof. Kazimirom Katalinićem pripremila ju je objavila Malkica Dugeč.